# Біоорієнтація
Біоорієнтація (від біо… і франц. орієнтація) — здатність тварин орієнтуватися в навколишньому середовищі.

## Опис
Завдяки біоорієнтації, тварини можуть орієнтуватися в оптимальному положенні відносно факторів середовища, які діють на них, їх рух стає цілеспрямованим, і вони потрапляють у ті місця, які найбільше відповідають їхнім потребам в період розмноження, зимівлі, при добуванні їжі тощо, а також знаходять зворотний шлях у разі потреби. Що до того, які фактори з навколишнього середовища використовуються в процесі біоорієнтації, то для найпримітивніших її форм це питання цілком ясне тільки для найпримітивніших форм цього процесу — таксисів. Що ж до складніших і досконаліших форм, це питання потребує додаткового вивчення. Існує достовірні дані про використання різних орієнтирів на місцевості, положення Сонця чи зірок з застосуванням точного визначення часу за допомогою «біологічного годинника», геомагнітних силових ліній, специфічних запахів тощо. Тварини, які мають найрозвиненіші орієнтаційні здібності (наприклад, далекі мігранти), спроможні визначати не тільки компасні напрями, а й координати свого місцерозташування щодо пункту, куди потрібно потрапити (див. Біонавігація). Наступний рівень високої досконалості орієнтаційних здібностей є наслідком одночасного або послідовного застосування біоорієнтації за різними параметрами (астроорієнтація, магнітне поле Землі і т. д.).